# Ишкульский хребет
Ишку́льский хребе́т (или хребе́т Ишку́ль) — хребет на Южном Урале, в Ильменских горах (Челябинская область, Россия).

## Топонимика
Существует две версии происхождения названия «Ишкуль»:
- в переводе с башкирского языка — «парное, соединенное озеро» (где «иш» — означает «парный, соединенный», «кул» — «озеро»), встречается вариант перевода — «много озер»;
- от башкирского мужского имени Ишкул (где «иш» переводится как «напарник, товарищ, собрат»)[1].

## Описание
Ишкульский хребет является боковым западным хребтом Центрального Ильменского хребта. Его длина — 11 км. Высшая точка — гора с одноименным названием Ишкуль (661 м), являющаяся в Ильменах второй по высоте (после Ильментау). Расстояние от Челябинска — 127 км, от Екатеринбурга — 187 км, от Миасса — 24 км. Расположен на территории Ильменского заповедника.
У восточного подножья хребта находится озеро с одноимённым названием — Ишкуль.
На склонах хребта растут сосны, берёзы, лиственницы.
С Ишкульского хребта открываются панорамные виды на Таловские хребты, Малый Уральский хребет, Ицыл, озёра Большой Таткуль, Караматкуль, Сырыткуль, Аргазинское водохранилище.